# Will You Still Be Mine?
Will You Still Be Mine? ist ein Popsong, den Matt Dennis (Musik) und Tom Adair (Text) verfassten und 1940 veröffentlichten. Zu seiner Entstehungszeit kaum bekannt, wurde er ab den 1950er-Jahren zu einem viel gespielten Jazztitel.

## Hintergrund
Das Tommy Dorsey Orchestra nahm den Song am 17. Februar 1941 mit der Bandsängerin Connie Haines auf; Arrangeur der Session war Axel Stordahl. Wegen des Recording ban konnte die Schallplatte (Victor 27421) jedoch erst 1944 erscheinen. Für Connie Haines hatte dies jedoch den Vorteil, dass sie zu diesem Zeitpunkt in den Vereinigten Staaten wesentlich bekannter war zum Zeitpunkt der Aufnahme. Am 25. November 1944 gelangten Dorsey und Haines mit dem Song für eine Woche auf #29 der US-Charts.
Ebenfalls 1941 coverten ihn auch die Swing-Orchester von Bob Crosby (mit Liz Tilton), Harry James (mit Helen Forrest) und Frankie Masters (mit Phyllis Myles, Okeh 6232). Ab den frühen 1950er-Jahren übernahmen zahlreiche Musiker des Modern Jazz Will You Still Be Mine? in ihr Repertoire; es entstanden Plattenaufnahmen u. a. von Ray Brown, Benny Carter, Miles Davis (The Musings of Miles (mit Sonny Rollins), 1955), Buddy DeFranco, Tal Farlow, Erroll Garner, Ahmad Jamal, Pete Jolly, Mundell Lowe, Red Mitchell, Oscar Peterson, Sonny Rollins (Freedom Suite, 1958), Pete Rugolo, Billy Taylor und Cal Tjader; außerdem spielten Matt Dennis selbst, Buddy Greco und Ann Richards weitere Vokalversionen des Lieds ein. Der Diskograf Tom Lord listet 189 Coverversionen des Songs (Stand 2016). Bing Crosby und Rosemary Clooney sangen Will You Still Be Mine, begleitet vom Buddy Cole Trio, ihrer gemeinsamen CBS-Show. Will You Still Be Mine? fand auch Verwendung im Soundtrack der Woody-Allen-Filme Celebrity (1998) und Melinda und Melinda (2004).